# Andy Janovich
Andy Janovich (Gretna, 23 maggio 1993) è un giocatore di football americano statunitense che milita nel ruolo di fullback per i Cleveland Browns della National Football League (NFL).

## Carriera

### Denver Broncos
Al college, Janovich giocò a football coi Nebraska Cornhuskers dal 2012 al 2015. Fu scelto nel corso del sesto giro (176º assoluto) nel Draft NFL 2016 dai Denver Broncos. Debuttò come professionista nella gara vinta nel primo turno contro i Carolina Panthers, segnando un touchdown dopo una corsa da 28 yard nel suo primo possesso del pallone.

### Cleveland Browns
Il 17 marzo 2020 Janovich fu scambiato con i Cleveland Browns per una scelta del settimo giro del draft2021.

## Statistiche
| Partite totali         | 49  |
| Yard corse             | 51  |
| Touchdown su corsa     | 3   |
| Yard su ricezione      | 233 |
| Touchdown su ricezione | 1   |